# Ридинг Маунтън (национален парк)
Ридинг Маунтън е национален парк в Канада, провинция Манитоба. Паркът се намира на 265 км северозападно от Уинипег и е с големина от 2971 км2. Създаден е през 1929 г. Парка е част от биосферния резерват Ридинг Маунтън. Вълнообразният терен на парка е осеян с езера, реки и потоци. Редуват се смесени гори и пасбища. Срещат се 233 вида птици, 60 вида бозайници и 10 вида влечуги и земноводни. От животните най-разпространени са лосове, елени, бобри, вълци и черни мечки. Има и малко стадо бизони.
Районът на парка е бил обитаван от хора най-малко от 6000 години. Тук са ловували и ловяли риба асинибойните и оджибуей. Към 1800 г. паркът е бил заобиколен от търговски постове. По-късно заселниците използват парка за дърводобив, паша за доитъка и за лов. Днес южно от границите на парка има 3 индиански резервата. Парка е съвременен оазис в морето от обработваеми земи и предлага място за отдих и почивка.